# Pierre Loisel
Pierre Loisel (6 de marzo de 1998) es un deportista francés que compite en esgrima, especialista en la modalidad de florete.
Ganó una medalla de bronce en el Campeonato Mundial de Esgrima de 2022 y dos medallas de plata en el Campeonato Europeo de Esgrima, en los años 2022 y 2025.

## Palmarés internacional
| Campeonato Mundial | Campeonato Mundial | Campeonato Mundial | Campeonato Mundial  |
| Año                | Lugar              | Medalla            | Prueba              |
| ------------------ | ------------------ | ------------------ | ------------------- |
| 2022               | El Cairo (Egipto)  | Medalla de bronce  | Florete por equipos |
| Campeonato Europeo |                    |                    |                     |
| Año                | Lugar              | Medalla            | Prueba              |
| 2022               | Antalya (Turquía)  | Medalla de plata   | Florete por equipos |
| 2025               | Génova (Italia)    | Medalla de plata   | Florete por equipos |